# Contea di Garzê
La contea di Garzê (甘孜县S, Gānzī XiànP) è una contea della Cina, situata nella provincia di Sichuan e amministrata dalla prefettura autonoma tibetana di Garzê.